# Sitona lepidus
Sitona lepidus é uma espécie de insetos coleópteros polífagos pertencente à família Curculionidae.
A autoridade científica da espécie é Gyllenhal, tendo sido descrita no ano de 1834.
Trata-se de uma espécie presente no território português.[carece de fontes?]
A vespa parasita Microctonus aethiopoides costuma ser utilizada para controlo biológico em Southland, Nova Zelândia.